# Dziewcza Góra (Wysoczyzna Polanowska)
Dziewcza Góra – wzniesienie o wysokości 187,0 m n.p.m. na Wysoczyźnie Polanowskiej, położone w województwie zachodniopomorskim, powiecie koszalińskim, gminie Polanów.
Na południe od Dziewczej Góry przebiega droga wojewódzka nr 206, a za nią znajduje się wieś Rzeczyca Wielka.
Teren wzniesienia został objęty obszarem chronionego krajobrazu "Okolice Polanowa".
W 1950 roku wprowadzono urzędowo nazwę Dziewcza Góra, zastępując poprzednią niemiecką nazwę Dewken-Berg.